# Егоров, Иван Елисивич
Ива́н Елиси́вич Его́ров (5 января 1853, — 5 января 1915, Ялта) - русский врач, хирург, офтальмолог, доктор медицины (1885), прозектор кафедры судебной медицины Казанского университета (с 1906 года).

## Биография
Родился 5 января 1853 года, Российская империя.
В 1875 году окончил медицинский факультет Казанского университета, где был учеником офтальмолога, профессор Эмилиана Валентиевича Адамюка. Получив диплом, с 1875 по 1879 год работал в глазной клинике при Казанском университете.
Во время Русско-турецкой войны (1877–1878 годов) Иван Егоров был организатором госпиталя Казанского общества попечения о раненых и больных русских воинах в городе Боржом.
В 1879 году начал работать хирургом-окулистом в уездном ведомстве в городе Сарапул, трудился здесь до 1884 года. В 1886 году вернулся в Казань, где в университете начал преподавать на кафедре оперативной офтальмологии, с 1890 года был помощником прозектора кафедры физиологии. 
В 1891 году начал работать в Казанской врачебной управе, также был врачом-консультантом в Александровской лечебнице. В 1906 году назначен прозектором кафедры судебной медицины Казанского университета.
Иван Егоров написал научные труды по офтальмологии, в частности, по изучению иннервации сосудов, влияния длинных цилиарных нервов на расширение зрачка.
Умер 5 января 1915 года в городе Ялта, Крым.